# Alpine Racer
Alpine Racer (яп. アルペンレーサー Arupen Rēsā) ー трехмерная, горнолыжная, аркадная игра, выпущенная Namco в 1994 году. Игрок с помощью контроллера на поручне перемещает лыжника по трассе, расположенной на заснеженной горе, а цель состоит в том, чтобы добраться до конца трассы, не упав со спуска и не столкнувшись с препятствиями. В игре есть три различные трассы на выбор, а также режимы гонки и атаки на время, в котором игрок должен проходить через ворота, чтобы пополнить лимит времени. Игра вышла на аркадном оборудовании Namco System 22.

## Развитие
В 1996 году Namco выпустила сиквел под названием «Alpine Racer 2» (который также работал на их аппаратном обеспечении System 22); В игре присутствовали три новых выбираемых лыжника и позволяли двум игрокам играть одновременно, когда два однопользовательских джостика были связаны друг с другом. В 2001 году они выпустили еще один сиквел под названием «Alpine Racer 3» (который был перенесен на PlayStation 2, в следующем году). В 2009 году они выпустили римейк оригинала для iPhone и iPod Touch (игра также была перенесена на Zeebo в том же году). Наконец, в 2013 году, Bandai Namco Games выпустила третий сиквел игры под названием «Super Alpine Racer».

## Отзывы
Критики из «Next Generation» похвалили графику с их многочисленными деталями и, в частности, уникально и реалистичным методом управления, и забил игре пять звезд из пяти, за «Нетипичный подход и успех в исполнении» в выпуске в октябре 1995 года, «Alpine Racer» также выиграл награду за «Лучшее новое оборудование» на выставке Ассоциации любителей развлечений и музыки в 1995 году.